# ペルニク州
ペルニク州（ペルニクしゅう、ブルガリア語: Област Перник, ラテン文字転写: Oblast Pernik）はブルガリア西部に位置する州。北および東にソフィア州、ソフィア市、南にキュステンディル州と隣接し、西はセルビアとの国境となっている。

## 基礎自治体

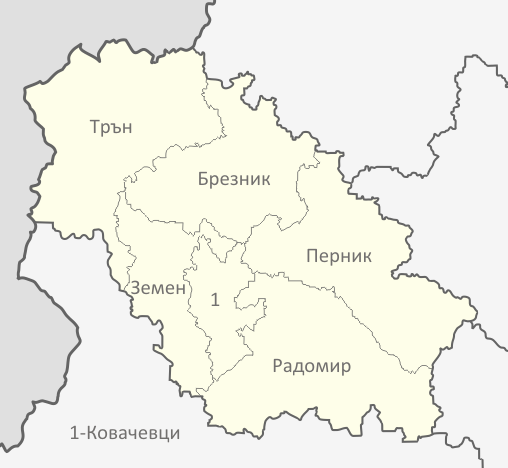
ペルニク州の基礎自治体

- ペルニク（Перник、Pernik） - 州都
- ブレズニク（Брезник、Breznik）
- コヴァチェフツィ（Ковачевци、Kovachevtsi）
- ラドミル（Радомир、Radomir）
- トルン（Трън、Tran）
- ゼメン（Земен、Zemen）

## 産業
州の産業の中心は製造業である。州都のペルニクは州の製造業の中心地であり、ストマナ（Stomana）鉄工業地帯と呼ばれる。重機械工業、建設資材生産、繊維工業がその中心となっている。ラドミルの重機械工場は掘削機や生産機械を製造している。